# Nowyj Port
Nowyj Port (ros. Новый Порт) – wieś (sieło) w Rosji, w Jamalsko-Nienieckim Okręgu Autonomicznym, w rejonie jamalskim. W 2010 liczyła 1780 mieszkańców.